# Sinophorus rufoniger
Sinophorus rufoniger är en stekelart som beskrevs av Constantineanu och Voicu 1977. Sinophorus rufoniger ingår i släktet Sinophorus och familjen brokparasitsteklar. Inga underarter finns listade i Catalogue of Life.